# 이태연 (아나운서)
이태연(1983년 10월 8일~)은 대한민국의 프리랜서 아나운서다.

## 소개
연세대학교를 졸업한 뒤 기아자동차에서 근무하다가 2011년부터 한국경제TV, 이데일리TV, 연합뉴스TV를 거쳐 2016년 2월 MBC 보도국 뉴스진행자로 입사했다.
이후 EBS에서 교양프로그램 MC로 방송을 하다가, 2018년 8월 새롭게 개국한 농민신문 계열 NBS한국농업방송에 개국멤버로 합류해 <뉴스24> <이슈 현장속으로> <가락동365> 등 프로그램 메인앵커를 맡았다.
현재는 SBS 러브FM <고뉴브>에서 조간신문 브리핑과 키워드뉴스 코너에 출연 중이며, 2023년 4월부터는 KTV국민방송에서 위클리 생방송 <라이브 in 코리아>를, 2023년 11월부터는 YTN 라디오 프로그램들을 진행하고 있다.

## 경력
- 2010년 : 기아자동차 해외커뮤니케이션팀
- 2011년 : 한국경제TV 보도본부 기자
- 2014년 : 이데일리TV 아나운서
- 2015년 : 연합뉴스TV 아나운서
- 2016년 : MBC 문화방송 보도국 뉴스 앵커

## 진행

### 텔레비전
- 이데일리N
- 이슈 인사이드
- 연합뉴스TV 단신파일
- 연합뉴스TV 주말/휴일 뉴스
- JTBC 솔로워즈 7,8회 출연
- NBS 뉴스24
- NBS 이슈 현장속으로
- NBS 가락동365
- EBS 교육저널
- KTV국민방송 라이브 in 코리아

### 라디오
- 2016년 2월 1일 ~ 2017년 12월 31일 : MBC 표준FM 라디오뉴스
- 2022년 10월 12일 ~ 현재 : SBS 러브FM <고뉴브> 조간신문 브리핑 & 키워드뉴스
- 2023년 11월 18일 ~ 현재 : YTN 뉴스FM 정시뉴스 수중계 및 주말 뉴스&뮤직

### 팟캐스트
- 이발소 「이력서 발로 쓰는 사람 소환 프로젝트」